# Ditscheid
Ditscheid là một đô thị thuộc thuộc huyện Mayen-Koblenz, phía tây nước Đức. Đô thị Ditscheid có diện tích 4,48 km², dân số thời điểm ngày 31 tháng 12 năm 2006 là 264 người.